# Maya Rao
Maya Rao (née le 2 mai 1928 et morte le 1er septembre 2014) est une danseuse, chorégraphe et pédagogue indienne en danse kathak. Elle est connue pour son travail sur la chorégraphie kathak. Elle a ouvert son école de danse, le Natya Institute of Kathak and Choreography (NIKC) à Malleswaram, Bangalore en 1987, et a été la directrice fondatrice d’une autre compagnie de danse, Natya and Stem Dance Kampni, réunissant le NIKC et le STEM Dance Kampni (fondé par sa fille Madhu Nataraj), toujours basée à Bangalore.

## Biographie
Elle est née en 1928 à Malleswaram, un quartier de la banlieue de Bangalore, dans une famille brahmanique originaire de la côte de Konkan, au nord-ouest de l’Inde. Son père est Hattangadi Sanjeev Rao, un architecte, et sa mère Subhadra Bai. Elle a trois frères et trois sœurs. Très jeune, elle apprend la musique classique hindoustan, et la pratique du dilruba. La danse est alors considérée comme taboue, interdite dans les familles respectables. Mais son père, après avoir vu sur scène le danseur Uday Shankar, évolue sur ce point alors qu’elle a une douzaine d’années, et elle apprend la danse classique indienne,.
Dans une école de musique et de danse à Bangalore, où divers styles de danse et de musique sont enseignés, elle apprend la danse kathak et donne une première représentation en 1944.
Elle effectue des études supérieures au Central College, à Bangalore, en 1945, en littérature anglaise, et étudie ensuite au Maharani's College à Bangalore. C'est là qu'elle forme un club de danse et présente des spectacles sur la danse, ce qui ouvre la voie à sa première grande représentation, en 1947, pour les étudiants pauvres du Maharani's College. Entre-temps, son père est décédé en 1946, en laissant une famille endettée à la suite de la défaillance économique de son entreprise. Leur maison familiale est vendue aux enchères et la famille doit déménager dans une maison d'une pièce. Bientôt, avec son frère Manohar, elle prend en charge les besoins familiaux. La même activité de danse qui était autrefois interdite s'avére être un gagne-pain. Elle commence à enseigner la danse à l'âge de 17 ans, pour subvenir aux besoins de sa famille.
Elle s'installe en 1951 à Jaipur, au nord de l’Inde, d’où est issu le kathak. S’intéressant aux danses traditionnelles, elle y enseigne également l’anglais. Elle déménage ensuite au Sri Lanka et y étudie les danses de Kandy avec le célèbre danseur Chitrasena. Par la suite, en 1955, elle reçoit une bourse du gouvernement indien et se forme sous la direction d’un gourou également bien connu dans le domaine de la danse, Shambhu Maharaj (en) à New Delhi. Elle est la seule élève avec qui il a dansé toute sa vie. En 1960, elle est sélectionnée pour une bourse d’étude en chorégraphie, en URSS. De retour de Russie en 1964, elle fonde à Delhi, avec l'aide de Kamaladevi Chattopadhyay, alors vice-présidente de Sangeet Natak Akademi, l'Institut chorégraphique Natya,,.
Par la suite, elle reste basée à Delhi pendant plusieurs années avant de déménager cet institut à Bangalore. Il y devient le Natya Institute of Kathak and Choreography (NIKC) et ouvre ses portes le 12 juillet 1987. Y sont enseignés le kathak, la musique et la danse contemporaine. Elle a également à son actif plusieurs productions de ballets de danse,,,.
Elle devient présidente de l'Académie Karnataka Sangeet Nritya, académie d'État pour la musique et la danse, et pendant son mandat, de 1987 à 1990, elle lance des festivals nationaux des arts du spectacle dans des monuments historiques de l'État, comme le temple Sri Channakeshara, le Pattadakal ou encore le temple de Hoysaleśvara. Elle reçoit plusieurs prix et distinctions, comme le prix Sangeet Natak Akademi pour ses chorégraphies et danses en 1989. En 2011, l'Akademi lui a décerné le Sangeet Natak Akademi Tagore Ratna, remis à 100 artistes de toute l'Inde à l'occasion du 150e anniversaire de la naissance de Rabindranath Tagore, pour leur contribution dans le domaine des arts du spectacle,. Au fil des ans, elle a formé plus de 3 000 étudiants.
Sa fille Madhu Nataraj est aussi une danseuse et chorégraphe et a fondé le STEM Kampni, fusionné par la suite avec le Natya Institute of Kathak and Choreography (NIKC). Maya Rao a écrit une autobiographie, Maya Rao. A Lifetime in Choreography, publiée en juillet 2014, quelques semaines avant sa mort.
Elle est morte d'un arrêt cardiaque le 1er septembre 2014, à l'hôpital M S Ramaiah Memorial de Bangalore, où elle a été admise la veille,.